# Кластер Фуруїті Кофун

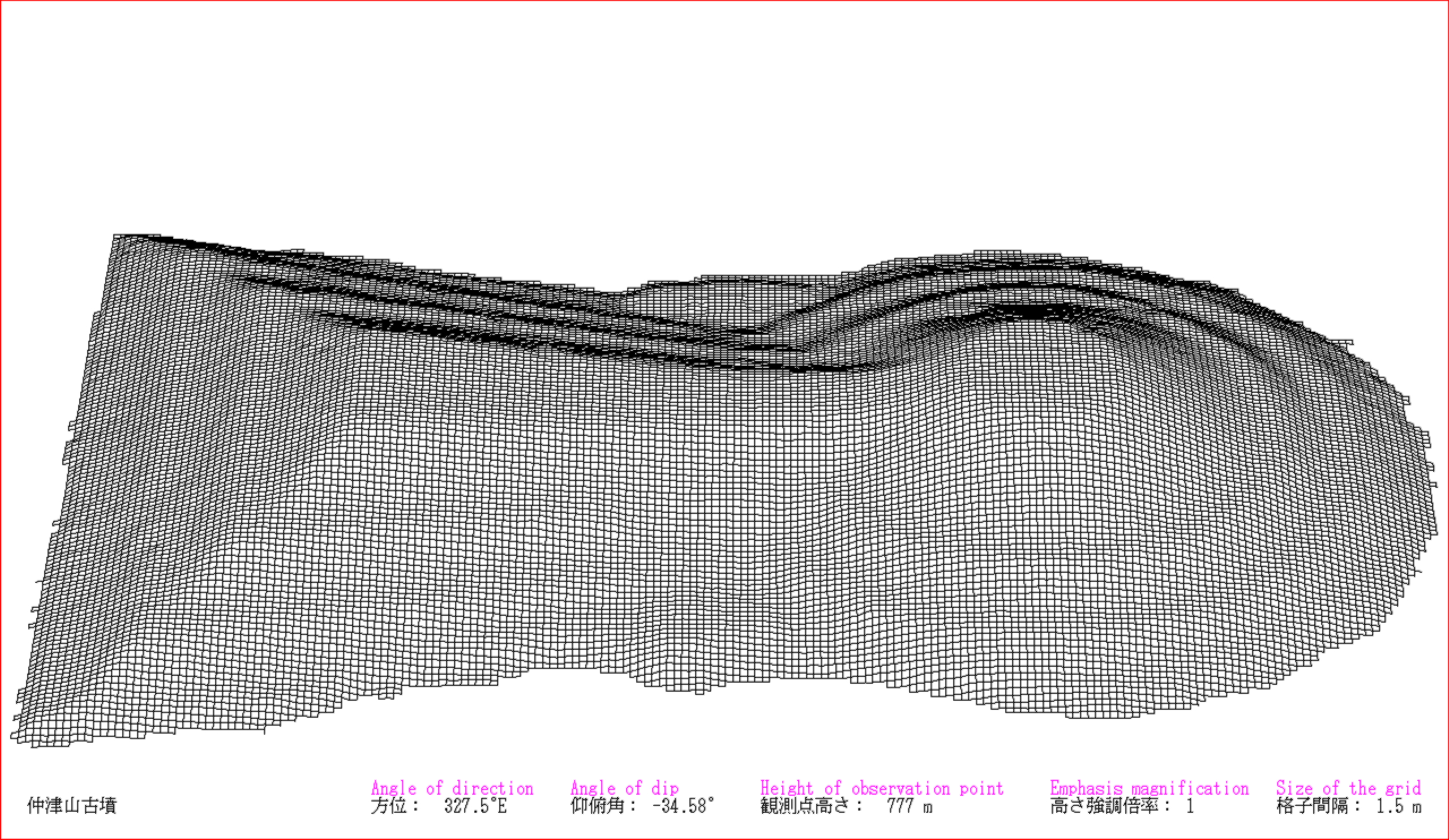
Накацуяма Кофун, намальований у 3DCG. Це другий за величиною в групі.

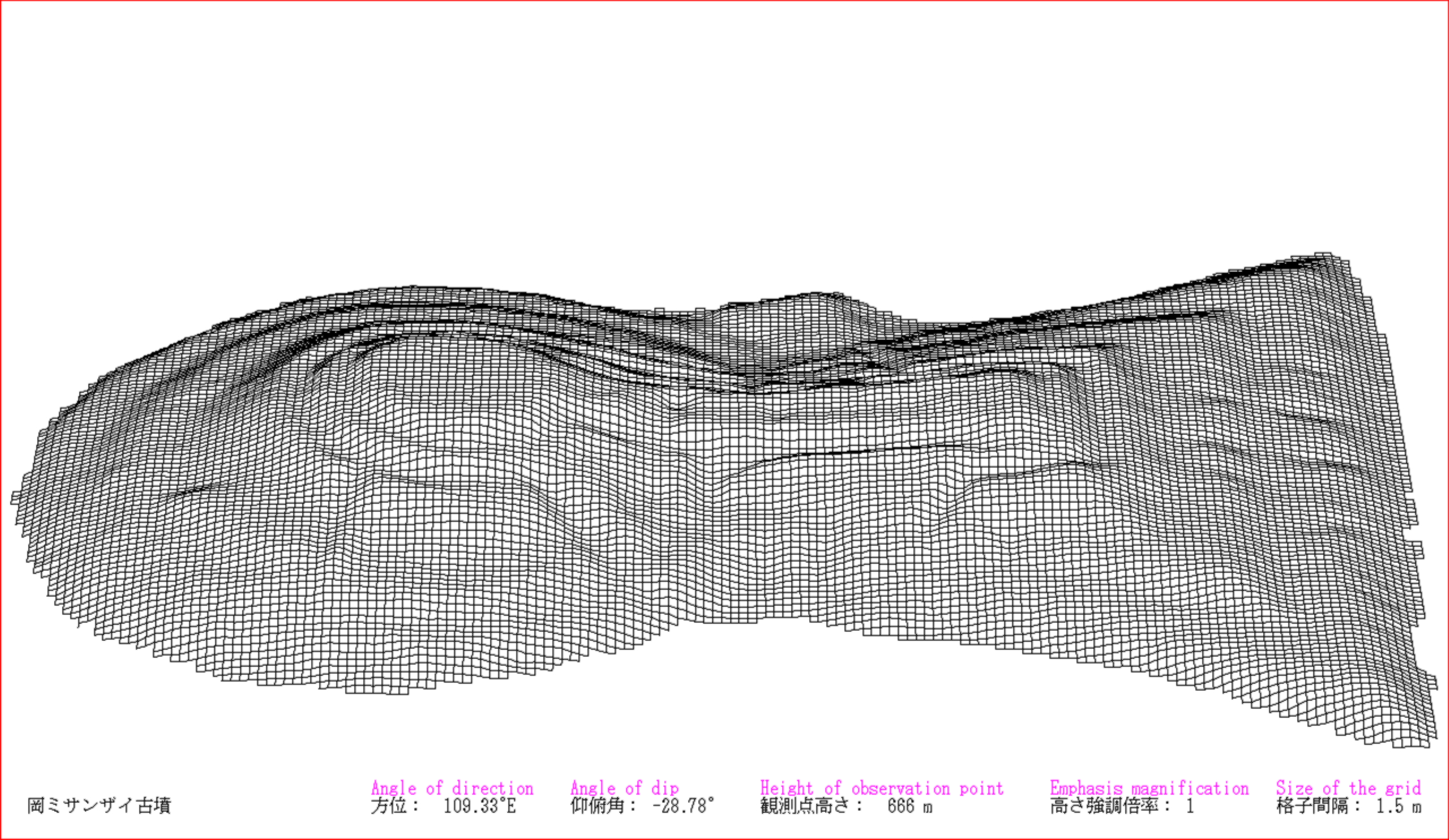
Ока Місанзай Кофун, намальований у 3DCG. Це третій за величиною в групі.

Фуруїті Кофун (яп. 古市古墳群) — це група курганів періоду Кофун, розташованих у містах Фуджіїдера та Хабікіно, префектура Осака, Японія. Дванадцять курганів у цій групі були індивідуально визначені Національним історичним місцем Японії в 1956 році, у межах додаткових 14 спільно доданих до визначення у 2001 році, а територія під охороною була розширена у 2018 році.

## Огляд
Скупчення Фуруїті Кофун простягається на площі 2,5 кілометра з півночі на південь на чотири кілометри зі сходу на захід, охоплюючи плато та пагорб із середньою висотою 24 метри над рівнем моря. Ці кургани були побудовані між кінцем 4 і серединою 6 століття нашої ери. Двадцять сім, включаючи багато великих курганів, перебувають під контролем Імператорського домашнього агентства та класифікуються як «імператорські гробниці», археологічні розкопки яких заборонені.
У 2010 році скупчення курганів Фуруїті-кофунгун разом із курганами Модзу-кофунгун запропонували внести до Списку Світової спадщини ЮНЕСКО. 6 липня 2019 року Moдзу-Фуруїті група Кофун внесли до списку Світової спадщини ЮНЕСКО відповідно до критеріїв: (iii), (iv).

## Занепад групи Модзу-Фуруїті Кофун
Після Ichinoyama Kofun ера великих гробниць почала занепадати. Хоча кілька великих гробниць все ще спорудили, як-от Okamisanzai Kofun, частота й розмір почали зменшуватися. Кофун Кавачі Оцукаяма — це окрема частина, розташована між групами Модзу та Фуруїті Кофун, яка має приголомшливі 355 метрів завдовжки. Його будівництво в цей період залишається загадкою, що вимагає подальших досліджень і аналізу.
Коли група Фуруїті Кофун досягла свого розквіту, центр будівництва гробниць перемістився в такі місця, як Сінагадані (також відоме як Кавачі-Асука), поблизу сучасного міста Тайші. Основне місце розташування гробниць у регіоні Кавачі перемістилося з Модзу та Фуруїті до таких районів, як Сінага.

## Типи
- zenpō-kōen-fun (яп. 前方後円墳) («замкова щілина»): раніше 31, 26 збереглися
- empun (яп. 円墳) («кільцевий»): раніше 30, 5 збереглися
- hōfun (яп. 方墳) («квадратний»): раніше 48, 22 збереглися
- неозначений: раніше 14, 34 збереглися

Усього: раніше 123, збереглися 87

### Галерея

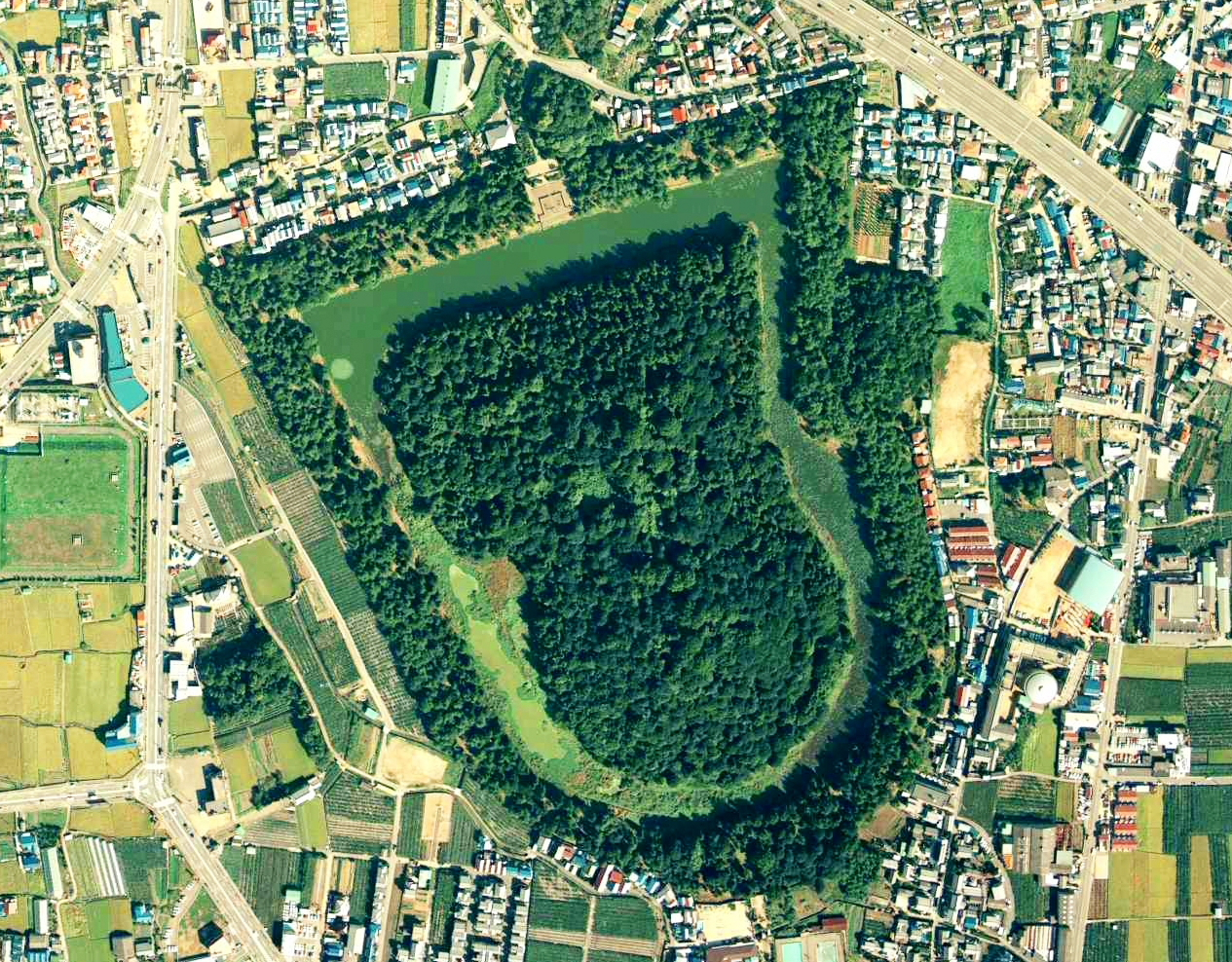
Кондагоб'ояма Кофун
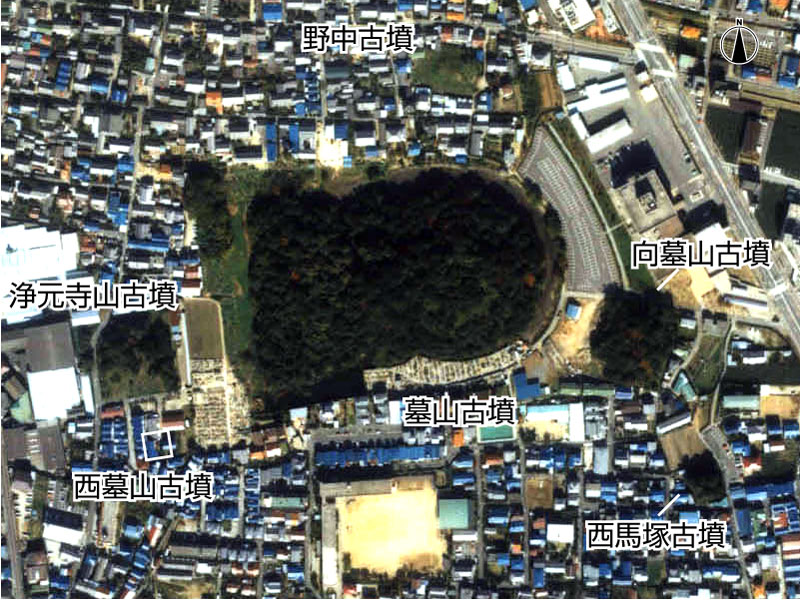
Хакаяма Кофун
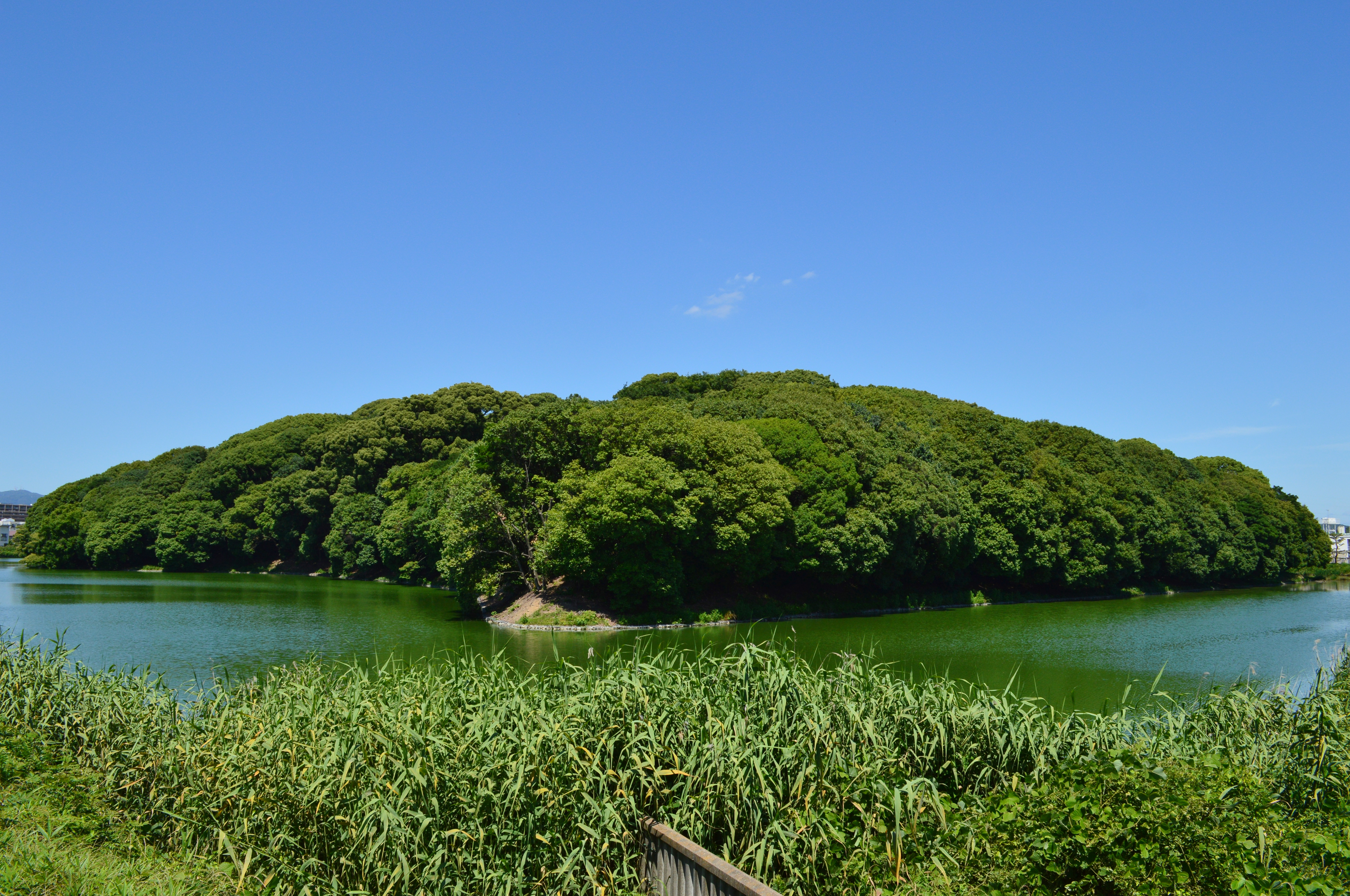
Okamisanzai Kofun[ja]
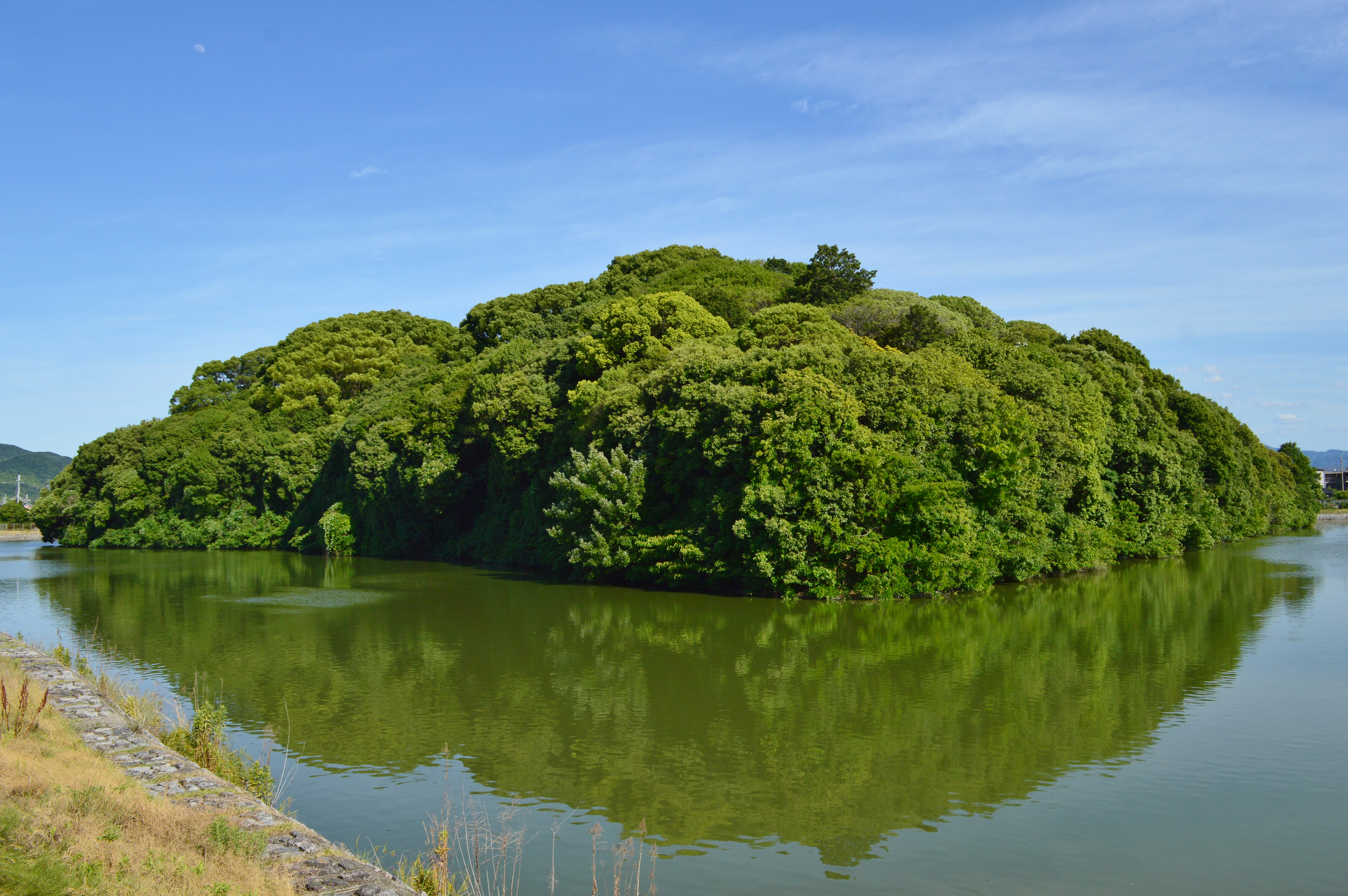
Карусато Оцука Кофун

| Назва                     | Назва                                 | Тип            | Довжина | Національне історичне місце | Агентство імператорського дому | Світова спадщина та коментарі     |
| ------------------------- | ------------------------------------- | -------------- | ------- | --------------------------- | ------------------------------ | --------------------------------- |
| Kondayama Kofun           | 誉田御廟山古墳（誉田山古墳）          | замкова щілина | 425m    | NHS                         | Імператор Одзін                | WHS                               |
| Nakatsuyama Kofun         | 仲ツ山古墳（仲津山古墳）              | замкова щілина | 290 м   | NHS                         | Nakatsu-hime                   | WHS                               |
| Okamisanzai Kofun         | 岡ミサンザイ古墳                      | замкова щілина | 242 м   |                             | Імператор Тюай                 | WHS                               |
| Ichinoyama Kofun          | 市ノ山古墳（市野山古墳）              | замкова щілина | 230 м   |                             | Імператор Інґьо                | WHS                               |
| Hakayama Kofun            | 墓山古墳                              | замкова щілина | 225 м   | NHS                         | Імператор Одзін байчо          | WHS                               |
| Tsudoshiroyama Kofun      | 津堂城山古墳                          | замкова щілина | 210 м   | NHS                         | Fujiidera Tomb Reference Site  | WHS                               |
| Karusato Ozuka Kofun      | 軽里大塚古墳（前の山古墳/白鳥陵古墳） | замкова щілина | 200 м   | NHS                         | Ямато Такеру                   | WHS                               |
| Nonakamiyayama Kofun      | 野中宮山古墳                          | замкова щілина | 154 м   |                             |                                |                                   |
| Komuroyama Kofun          | 古室山古墳                            | замкова щілина | 150 м   | NHS                         |                                | WHS                               |
| Nonaka Bokeyama Kofun     | 野中ボケ山古墳                        | замкова щілина | 122 м   |                             | Імператор Нінкен               |                                   |
| Takayatsukiyama           | 高屋築山古墳                          | замкова щілина | 122 м   |                             | Імператор Анкан                |                                   |
| Shirahigeyama Kofun       | 白髪山古墳                            | замкова щілина | 115 м   |                             | Імператор Сейней               |                                   |
| Otorizuka Kofun           | 大鳥塚古墳                            | замкова щілина | 110 м   | NHS                         |                                | WHS                               |
| Futatsuzuka Kofun         | 二ツ塚古墳                            | замкова щілина | 110 м   |                             | Імператор Одзін байчо          | WHS                               |
| Hazamiyama Kofun          | はざみ山古墳                          | замкова щілина | 103 м   | NHS                         |                                | WHS                               |
| Minegazuka Kofun          | 峯ヶ塚古墳                            | замкова щілина | 96 м    | NHS                         |                                | WHS                               |
| Takaya Hachimanyama Kofun | 高屋八幡山古墳                        | замкова щілина | 90 м    |                             | Kasuga-no-Yamada himemiko      |                                   |
| Shimaizumi Maruyama Kofun | 島泉丸山古墳]]                        | кільцевий      | 75 м    |                             | Імператор Юряку                |                                   |
| Nabezuka Kofun            | 鍋塚古墳                              | квадратний     | 70 м    | NHS                         |                                | WHS                               |
| Mukohakayama Kofun        | 向墓山古墳]]                          | квадратний     | 68 м    |                             | Імператор Одзін байчо          | WHS                               |
| Jōgenjiyama Kofun         | 浄元寺山古墳                          | квадратний     | 67 м    | NHS                         |                                | WHS                               |
| Aoyama Kofun              | 青山古墳                              | круглий        | 62 м    | NHS                         |                                | WHS                               |
| Hachizuka Kofun           | 鉢塚古墳                              | замкова щілина | 60 м    | NHS                         |                                | WHS                               |
| Karatoyama Kofun          | 唐櫃山古墳                            | гребінець      | 59 м    | NHS                         |                                |                                   |
| Inarizuka Kofun           | 稲荷塚古墳                            | гребінець      | 50 м    | NHS                         |                                |                                   |
| Higashiyama Kofun         | 東山古墳                              | квадратний     | 50 м    | NHS                         |                                | WHS                               |
| Yajimazuka Kofun          | 八島塚古墳                            | квадратний     | 50 м    |                             | Nakatsu-hime байчо             | WHS, one of the "Mitsuzuka Kofun) |
| Nakayamazuka Kofun        | 中山塚古墳                            | квадратний     | 50 м    |                             | Nakatsu-hime байчо             | WHS, one of the "Mitsuzuka Kofun) |
| Shimaizumihirazuka Kofun  | 島泉平塚古墳]]                        | квадратний     | 50 м    |                             | Імператор Юряку                |                                   |
| Kondamaruyama Kofun       | 誉田丸山古墳                          | кільцевий      | 50 м    |                             | Імператор Одзін байчо          | WHS                               |
| Koshirahigeyama Kofun     | 小白髪山古墳                          | замкова щілина | 46 м    |                             | Emperor Seinen байчо           |                                   |
| Nishi Umazuka Kofun       | 西馬塚古墳                            | квадратний     | 45 м    |                             | Імператор Одзін байчо          | WHS                               |
| Awazuka Kofun             | 栗塚古墳                              | квадратний     | 43 м    |                             | Імператор Одзін байчо          | WHS                               |
| Miya-no-minamizuka Kofun  | 宮の南塚古墳                          | кільцевий      | 40 м    |                             | Імператор Інґьо байчо          |                                   |
| Nonaka Kofun              | 野中古墳                              | квадратний     | 37 м    | NHS                         |                                | WHS                               |
| Suketayama Kofun          | 助太山古墳                            | квадратний     | 36 м    | NHS                         | Nakatsu-hime байчо             | WHS, one of the "Mitsuzuka Kofun  |
| Warizuka Kofun            | 割塚古墳                              | квадратний     | 30 м    | NHS                         |                                |                                   |
| Sandoyama Kofun           | サンド山古墳                          |                | 30 м    |                             | Імператор Одзін байчо          |                                   |
| Higashi Umazuka Kofun     | 東馬塚古墳                            | квадратний     | 23 м    |                             | Імператор Одзін байчо          | WHS                               |
| Banshoyama Kofun          | 蕃所山古墳                            | кільцевий      | 22 м    | NHS                         |                                |                                   |
| Matsukawazuka Kofun       | 松川塚古墳                            | квадратний     | 20 м    | NHS                         |                                |                                   |
| Hayatozuka Kofun          | 隼人塚古墳]]                          | квадратний     | 20 м    |                             | Імператор Юряку байчо          |                                   |
| Nonoue Kofun              | 野々上古墳                            | квадратний     | 20 м    |                             | Імператор Нінкен байчо         |                                   |
| Inuizuka Kofun            | 衣縫塚古墳                            | кільцевий      | 20 м    |                             | Імператор Інґьо байчо          |                                   |
| Sekimenyama Kofun         | 赤面山古墳                            | квадратний     | 15 м    | NHS                         |                                |                                   |

Модзу-кофунгун розташований приблизно за 10 кілометрах на захід. Можна сказати, що так і було. Група Фуруїті Кофун розташована за сім-п'ятнадцять хвилин ходьби від станції Domyoji або Furuichi на залізниці Кінтецу.